# 富饶乡
富饶乡，是中华人民共和国黑龙江省齐齐哈尔市依安县下辖的一个乡镇级行政单位。

## 行政区划
富饶乡下辖以下地区：
兴让村、兴俭村、富饶村、兴智村、兴仁村、黎明村、兴温村、兴信村和兴国村。